# Richie Kotzen

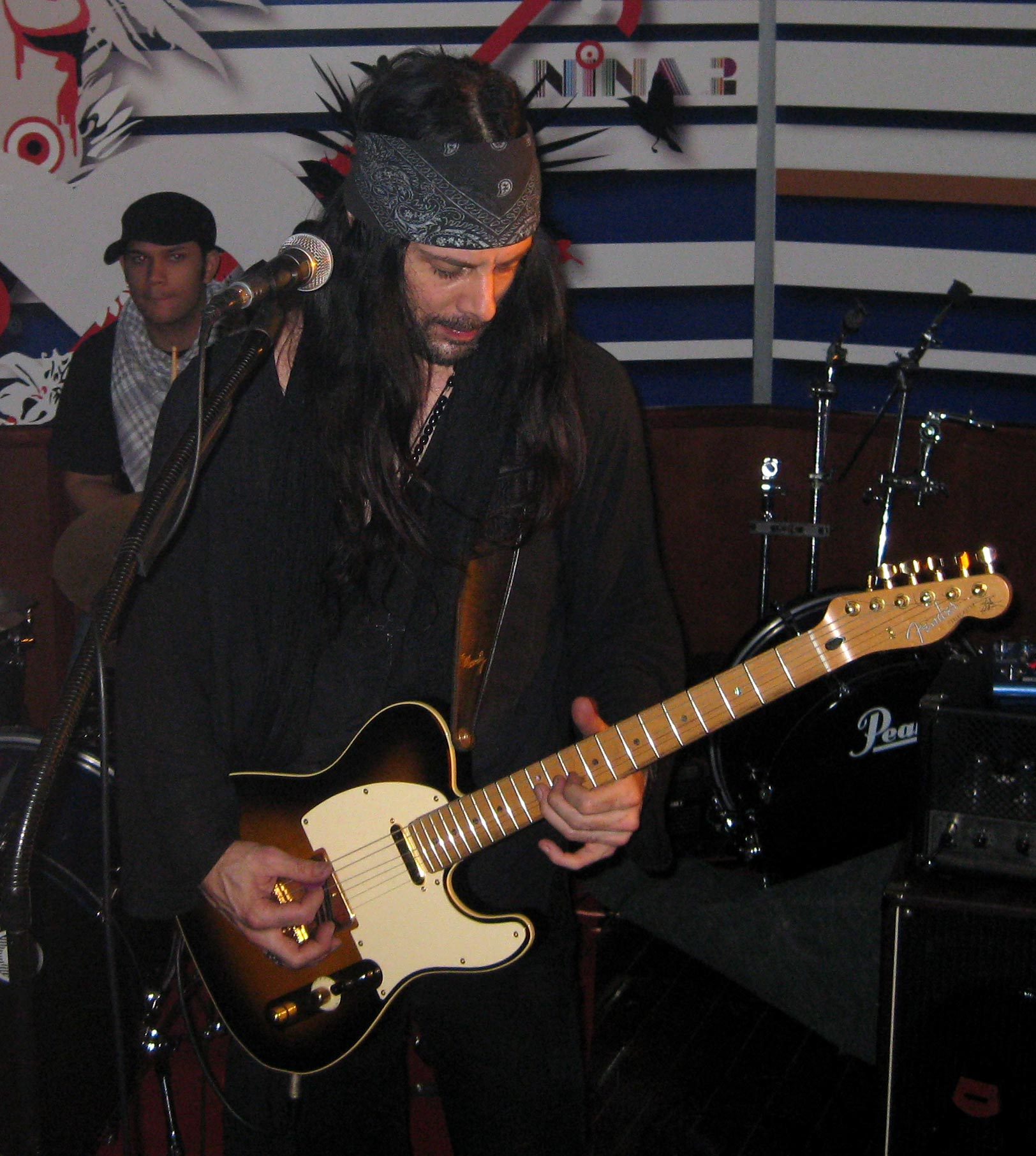
Richie Kotzen

Richie Kotzen (Reading (Pennsylvania), 3 februari 1970), is een Amerikaans  rockgitarist, zanger en componist.
Richie Kotzen begon op zevenjarige leeftijd met het bespelen van de gitaar. Hij werd ontdekt door Mike Varney en bij zijn platenlabel Shrapnel Records tekende hij een contract. Op negentienjarige leeftijd neemt hij zijn eerste studioalbum op. In deze periode brengt hij ook enkele instructie-video's uit.
In 1993 voegt Kotzen zich bij de rockband Poison. Hij schrijft enkele nummers van het album Native Tongue van de band en toert mee. Kotzen verlaat echter al snel de band na een ruzie.
Kotzen gaat verder met zijn solocarrière en brengt albums uit, die wat muziekstijl betreft variëren van rock tot jazz, fusion. Vanaf 1999 neemt Kotzen de plaats in van Paul Gilbert in de band Mr. Big. Nadat deze band in 2002 uiteengaat pakt Kotzen zijn solocarrière weer op.
In 2012 vormt Kotzen samen met bassist Billy Sheehan (ook van Mr.Big) en drummer Mike Portnoy (toen ex-Dream Theater) de supergroep The Winery Dogs. In 2013 brengen zij hun debuutalbum uit.
In 2024 tourt Kotzen in Europa en speelt hij op het Sweden Rock Festival.

## Discografie

### Solo
- (1989) Richie Kotzen
- (1990) Fever Dream
- (1991) Electric Joy
- (1994) Mother Head's Family Reunion
- (1995) Inner Galactic Fusion Experience
- (1996) Wave of Emotion
- (1997) Something to Say
- (1998) What Is
- (1999) Break It All Down
- (1999) Bi-Polar Blues
- (2001) Slow
- (2003) Change
- (2003) Acoustic Cuts
- (2004) Get Up
- (2006) ZxR Ai Senshi
- (2006) Into The Black
- (2007) Go Faster (titel in USA) / Return Of The Mother Head's Family Reunion (titel in Europa & Japan)
- (2009) Peace Sign
- (2011) 24 hours
- (2015) Cannibals
- (2017) Salting Earth
- (2020) 50 for 50
- (2024) Nomad

### Livealbums
- (2008) Live In São Paulo (Richie Kotzen album)|Live In São Paulo/Bootlegged In Brazil
- (2015) Live 2015 (also on DVD)

### Ep's
- (1996) Times Gonna Tell (EP)

### Compilaties
- (2004) The Best Of Richie Kotzen (Greatest Hits)
- (2006) Instrumental Collection: The Shrapnel Years
- (2010) A Best of Collection
- (2010) A Ballads Collection
- (2011) I'm Coming Out
- (2014) The Essential

### Poison
- (1993) Native Tongue
- (2008) Seven days live

### Richie Kotzen & Greg Howe
- (1995) Tilt
- (1997) Kotzen/Howe Project

### Vertú
- (1999) Vertú (project met Stanley Clarke en Lenny White)

### Mr. Big
- (1999) Get Over It
- (2000) Deep Cuts
- (2001) Actual Size
- (2002) In Japan
- (2004) Influences & Connections – Vol. 1

### Wilson Hawk
- (2009) The Road

### The Winery Dogs

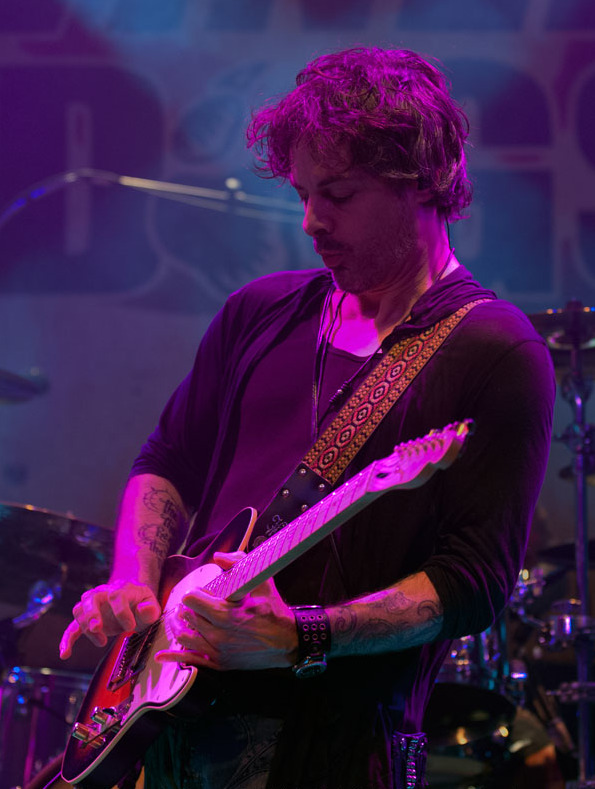
Richie Kotzen, playing with The Winery Dogs at De Boerderij in Zoetermeer, The netherlands (2013)

- (2013) The Winery Dogs
- (2014) Unleashed in the East
- (2015) Hot Streak
- (2017) Dog Years ep
- (2017) Dog Years: Live in Santiago
- (2023) III

### Diverse samenwerkingen (verre van compleet)
- (1991) Bill and Ted's Bogus Journey (Soundtrack)
- (1992) L.A. Blues Authority II: Blues (met Glenn Hughes)
- (1996) Times Gonna Tell
- (1996) Crossfire – (A Tribute to Stevie Ray Vaughan)
- (1999) BiPolar Blues
- (2004) Nowhere To Go (met Takayoshi Ohmura)
- (2005) Nothing to Lose (Forty-Deuce)
- (2007) Live For Tomorrow (met Marco Mendoza)
- (2021) Smith/Kotzen (met Adrian Smith van Iron Maiden)